# Ievgueni Sadovi
Ievgueni Sadovi —Евгений Садовый (rus)— (Voljski, Unió Soviètica 1973) és un nedador rus, ja retirat, guanyador de tres medalles olímpiques.

## Orígens
Va néixer el 19 de gener de 1973 a la ciutat de Voljski, població situada a l'óblast de Volgograd, que en aquells moments formava part de la República Socialista Federada Soviètica de Rússia (Unió Soviètica) i avui dia de la Federació russa.

## Carrera esportiva
Especialista en proves de crol, va iniciar la seva pràctica de la natació als sis anys. Es va donar a conèixer internacionalment al Campionat d'Europa de natació de l'any 1991 realitzat a Atenes (Grècia), on va aconseguir guanyar la medalla d'or en els 400 metre lliures i els relleus 4x200 metres lliures.
Als Jocs Olímpics d'Estiu de 1992 celebrats a Barcelona (Catalunya), i amb només 19 anys, va aconseguir guanyar la medalla d'or en les proves dels 200 m., 400 m. i relleus 4x200 metres lliures, aconseguint un rècord del món en la prova dels 400 m. lliures (3:45.00 minuts) i un rècord olímpic en els 200 m. lliures (1:46.70 minuts). Aquell mateix any fou nomenat Nedador de l'any per la revista Swimming World Magazine, així com nedador europeu de l'any.
L'any 1993 continuà estant en gran forma a l'aconseguir dues medalles d'or en el Campionat d'Europa de Sheffield (Regne Unit) en les proves de relleus 4x100 m. i relleus 4x200 metres lliures, així com la medalla de plata en els 200 m. lliures. Es va retirar de la competició l'any 1996.